# 간균강
간균강(Bacilli 또는 Firmibacteria)은 후벽균류에 속하는 세균 강 분류군이다. 탄저균(탄저를 일으키는 병원균)과 같은 잘 알려진 병원균을 포함하여, 2개의 목 간균목과 락토바킬루스목으로 이루어져 있다. 거의 대부분 그람 양성균이다.

## 하위 분류
- 간균목 또는 바킬루스목 (Bacillales)
  - 간균과(bacillaceae)
  - 포도상구균과(Staphylococcaceae)
  - Listeriaceae

그외의 과:간균목문서 참고
- 유산균목 또는 락토바킬루스목 (Lactobacillales)
  - 유산균과(Lactobacillaceae)
  - 연쇄상구균과(Strapcoccaceae)
  - 아이로콕쿠스과(Aerococcaceae)
  - 카르노박테리움과(Carnobactriaceae)
  - 엔테로콕쿠스과 (Enterococcaceae)
  - 레우코노스톡과 (Leuconostocaceae)